# 보충대
보충대(補充隊, 영어: Replacement depot)는 입대하는 입대자들이 신병교육대로 가기 전에 대기하며, 충원을 필요로 하는 부대로 전입병을 배치하는 부대이다.

## 대한민국
대한민국에는 제102, 306보충대대가 있었으며 이곳으로 입대했던 입대자들은 3박 4일동안 대기하다가 해당 예하 사단의 신병교육대로 가게 되었다. 또한 제1야전군, 제3야전군 지역 부대에 배치된 육군훈련소 출신 퇴소병이 자대 배치 전에 잠시 머무는 곳이였다. 제2작전사령부에는 보충대가 설치되어 있지 않아 해당 예하 사단의 신병교육대에 입대하는 입대자들은 보충대에서 대기하지 않고 바로 신병교육대로 가게 된다. 현재는 지상작전사령부 관내에 보충대가 해체되어 제2작전사령부 관내 신병교육대대와 마찬가지로 지상작전사령부 관내 사단 신병교육대대로 직접 입대한다.

### 역사
- 1952년 2월 17일 : 경상남도 동래군(현 부산광역시 동래구)에서 제2보충대, 5보충중대가 창설
- 1953년 8월 12일 : 육군 제1훈련소의 일부 부대가 강원도 춘천시 근화동으로 이전하면서 제102보충대대가 창설
- 1958년 11월 30일 : 제2보충대대 5보충중대가 경기도 양주군 의정부읍 호원리(현 의정부시 호원동)으로 이전
- 1959년 4월 1일 : 제2보충대 5보충중대가 제3보충대대에 배속
- 1960년 2월 20일 : 제3보충중대가 제1야전군에 배속되었으며 제101보충중대로 개편
- 1962년 10월 10일 : 제101보충중대가 제101보충대로 증편
- 1962년 10월 10일 : 제101보충대가 제101보충대대로 증편
- 1971년 1월 15일 : 제101보충대대가 제2군수지원사령부로 배속
- 1973년 7월 1일 : 제101보충대가 제3야전군으로 예속
- 1983년 7월 1일 : 제101보충대가 306보충대대로 명칭을 변경
- 1987년 7월 14일 : 제102보충대대가 춘천시 근화동에서 춘성군 신북면(현 춘천시 신북읍)으로 이전
- 1989년 : 제306보충대대가 의정부시 호원동에서 용현동으로 이전
- 2014년 12월 23일 : 제306보충대대 해체
- 2016년 11월 1일 : 제102보충대대 해체

### 목록
- 대대
  - 제2보충대대, 제101보충대대의 전신
  - 제101보충대대, 제306보충대대의 전신
  - 제102보충대대(제1야전군) - 강원도 춘천시 신북읍 용산리; ~ 2016년 11월 1일[1]
  - 제103보충대대, 제102보충대대의 전신
  - 제105보충대대
  - 제306보충대대(제3야전군) - 경기도 의정부시 용현동; ~ 2014년 12월 23일[2]
  - 주월한국군사원조단, 제207보충대대
- 중대
  - 제1사단 보충중대
  - 제3사단 보충중대
  - 제5사단 보충중대
  - 제6사단 보충중대
  - 제7사단 보충중대
  - 제9사단 보충중대
  - 제15사단 보충중대
  - 제17사단 보충중대
  - 제25사단 보충중대
  - 제27사단 보충중대
  - 제51사단 보충중대
- 대
  - 제1보충대 (제1야전군)
  - 제2보충대 (제2작전사령부)
  - 제3보충대 (제3야전군)

### 사진첩

보충대대의 사진첩
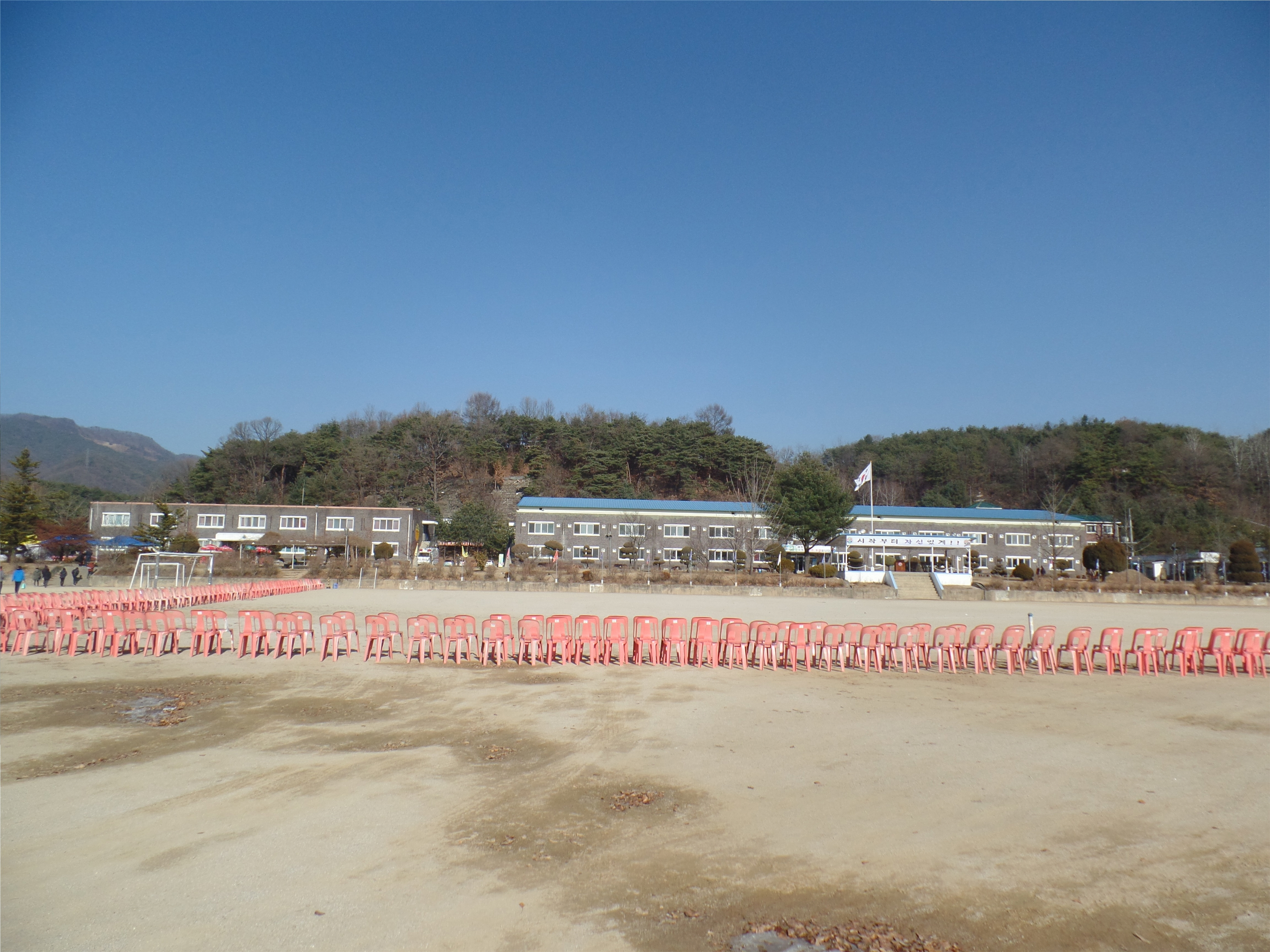
102보충대대의 연병장과 건물
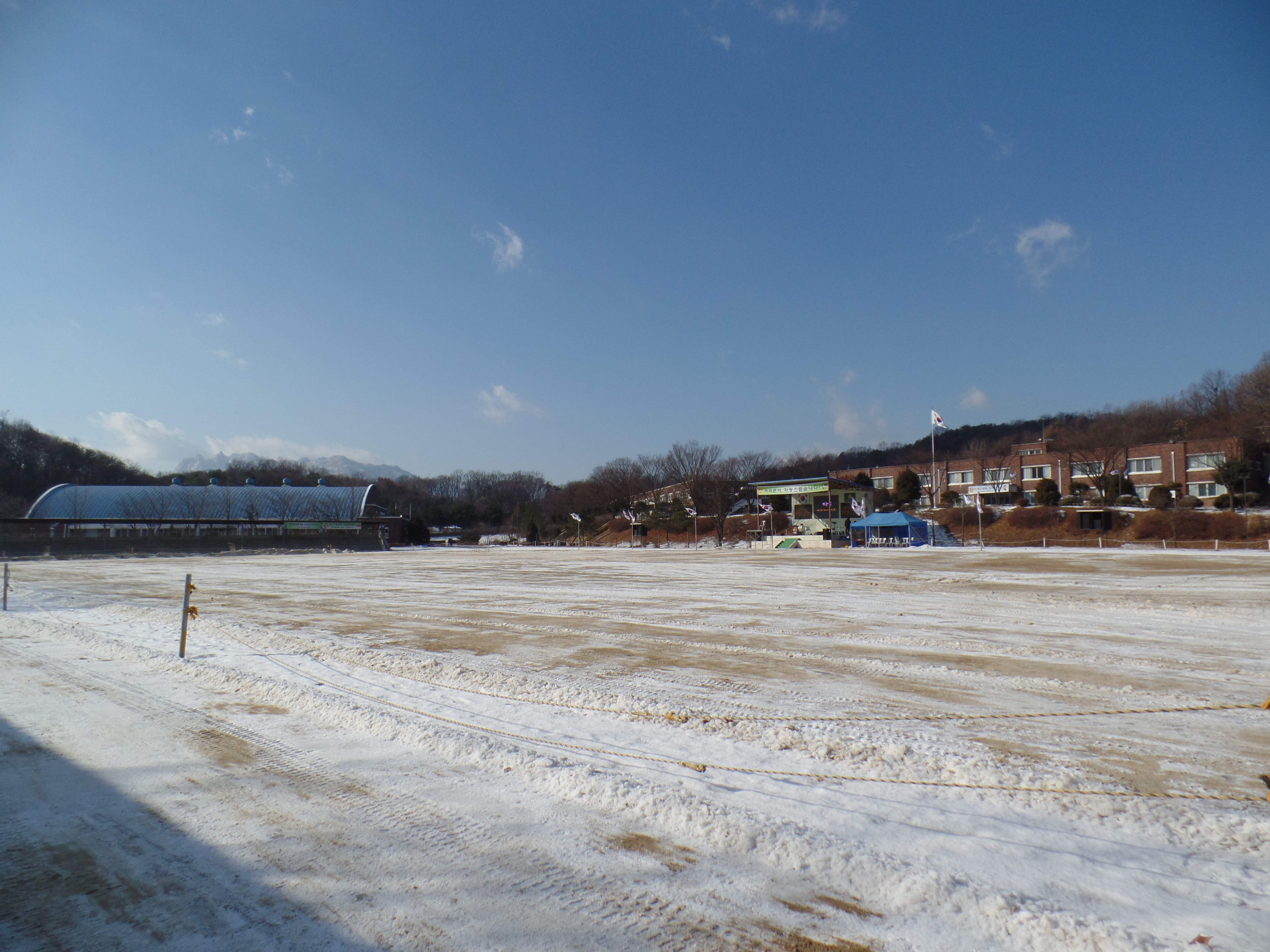
306보충대대의 연병장과 건물
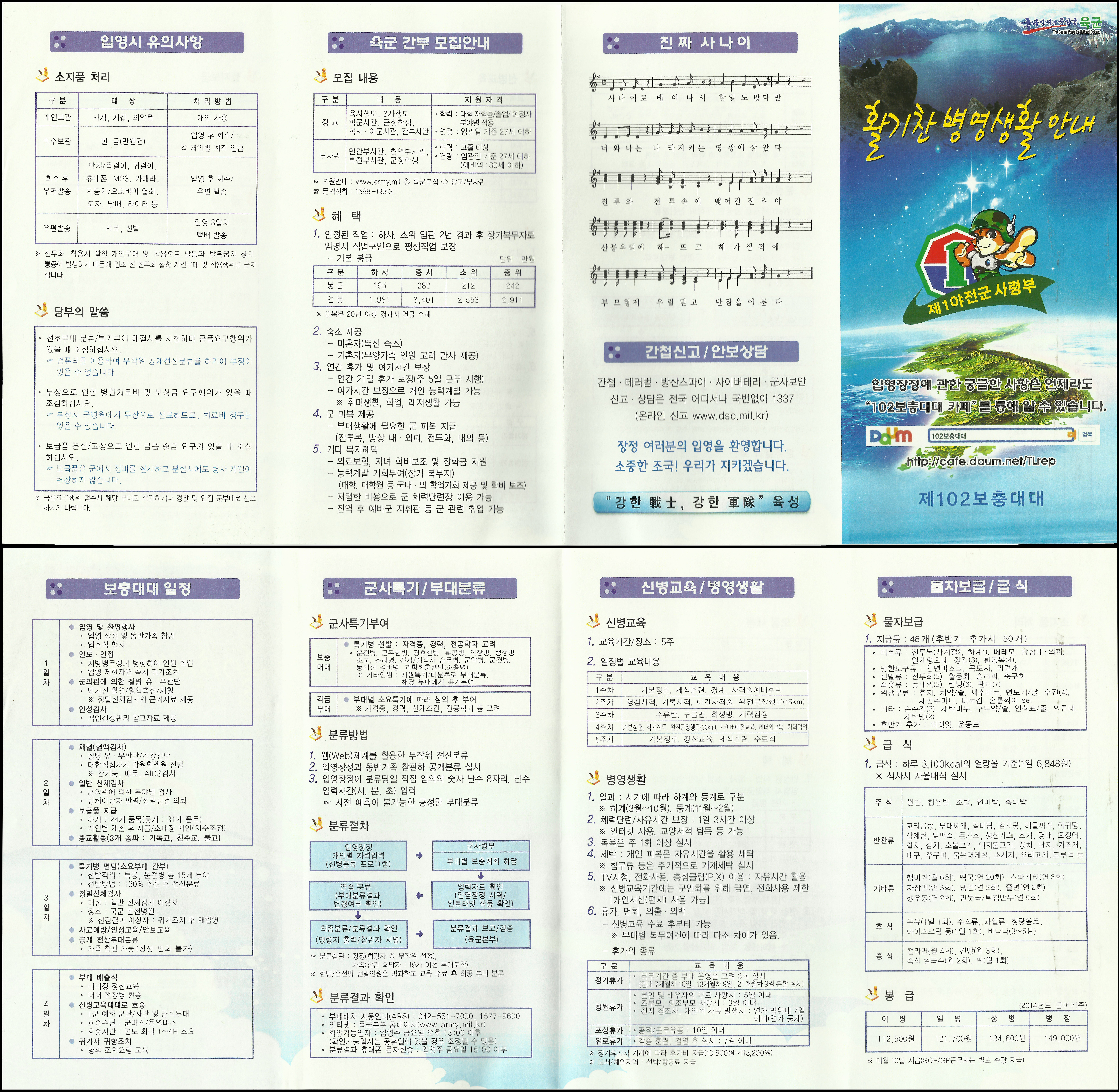
102보충대대 안내문
306보충대대 안내문
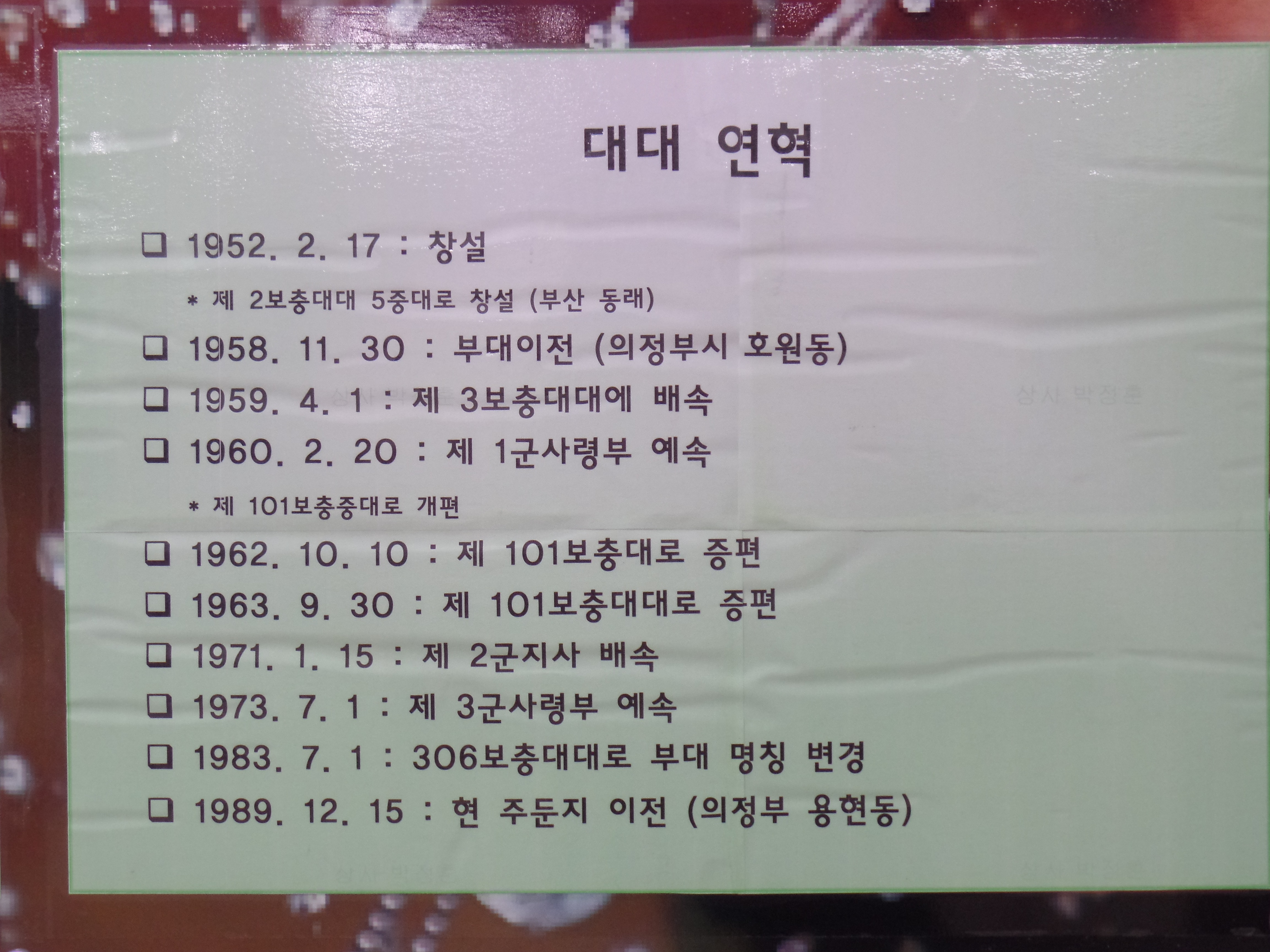
306보충대대 연혁

## 미국
미국의 보충대는 제2차 세계 대전 당시 미국 육군이 참전하고 있는 유럽과 아시아-태평양 지역에서 운용되었으며, 제2차 세계대전과 한국 전쟁 이후에는 냉전동안 바르샤바 조약기구과 관련있는 전쟁지역과 가까운 해외 주둔지에서 운용하였다.
미국 육군의 속어 "repple depple"로 불리기도 했는데, 옥스포드 영어사전에서는 한마디로 말해 음울한 장소"라고 풀이하고 있으며, 1945년 12월 9일 뉴욕 타임즈 매거진에서 인용하였다.
아래의 목록은 1945년 1월에 존재한 미국 육군의 보충대 목록이다.
| 이름         | 위치                  | 업무                                              |
| ------------ | --------------------- | ------------------------------------------------- |
| 제1훈련소    | 영국 쉬리븐햄         | ETO, 새 임무에 제한적으로 배정된 병력을 재훈련함. |
| 제2보충창    | 프랑스 타온           | 제7군 직접 지원.                                  |
| 제3보충창    | 벨기에 베르비에       | 제1군 직접 지원.                                  |
| 제9보충창    | 프랑스 퐁텐블로       | ETO 장교와 사관후보생 재훈련소                    |
| 제10보충창   | 영국 리치필드         | 병원 복귀 및 경상자                               |
| 제11보충창   | 벨기에 지베           | 제1군과 제9군 중급 풀                             |
| 제12보충창   | 영국 티드워스         | ETO 리셉션 디폿, 사병 재훈련소                    |
| 제14보충창   | 프랑스 네우프샤토     | 제3군와 제7군 중급 풀                             |
| 제15보충창   | 프랑스 르아브르       | ETO 리셉션 디폿                                   |
| 제16보충창   | 프랑스 콩피에뉴       | ETO 사병 재훈련소                                 |
| 제17보충창   | 프랑스 앙제르빌리에르 | 제3군 직접 지원                                   |
| 제18보충창   | 벨기에 통게스         | 제9군 직접 지원                                   |
| 제19보충창   | 프랑스 에탕프         | 병원 복귀 및 경상자                               |
| 제51보충대대 | 프랑스 샤를르빌       | 제15군 직접 지원                                  |
| 제54보충대대 | 프랑스 마르세유       | ETO 리셉션 디폿                                   |
| 제6900임시창 | 벨기에 베르비에       | 알 수 없음.                                       |
| 제6960임시창 | 프랑스 코에키동       | ETO 사병 훈련소                                   |

| 이름               | 위치                          | 존속 기간                          | 업무 | 참고  |
| ------------------ | ----------------------------- | ---------------------------------- | ---- | ----- |
| 하와이 지부 보충창 | 스코필드 막사                 | 1942년 11월 19일 ~ 1943년 11월 1일 |      |       |
| 제1보충창          |                               |                                    |      |       |
| 제4보충창          | 오스트레일리아 일본 캠프 자마 | 1942년 11월 5일 ~ 1945년 1월 25일  |      | [ 5 ] |
| 제5보충창          |                               |                                    |      |       |
| 제6보충창          | 뉴칼레도니아                  |                                    |      |       |
| 제13보충창         | 오아후섬                      |                                    |      |       |
| 제23보충창         | 사이판                        |                                    |      |       |
| 제25보충창         | 스코필드 막사                 |                                    |      |       |

| 전쟁        | 이름         | 위치                        | 참고  |
| ----------- | ------------ | --------------------------- | ----- |
| 6.25 전쟁   | 제8068보충창 | 일본 벳푸 캠프 모리         |       |
| 6.25 전쟁   | 제8069보충창 | 대한민국 부산 캠프 하야리아 | [ 6 ] |
| 6.25 전쟁   | 제8091보충창 | 알 수 없음                  |       |
| 6.25 전쟁   | 제8609보충창 | 일본 사세보 캠프 드레이크   |       |
| 베트남 전쟁 | 제22보충대대 |                             | [ 7 ] |
| 베트남 전쟁 | 제90보충대대 |                             | [ 8 ] |

## 일본
일본은 일본 제국 당시에 일본 제국 육군이 보충대를 운용하였다.
- 선박사령부
  - 선박공병 제1야전보충대
  - 선박공병 제1연대 보충대
  - 선박공병 제6연대 보충대
  - 선박공병 제9연대 보충대
  - 해상구촉대 보충대
  - 선박통신대 보충대
  - 기동수송대 보충대
- 나고야 사관구
  - 나고야 보병 제1보충대
  - 나고야 보병 제2보충대
  - 나고야 보병 제3보충대
  - 나고야 보병 제4보충대
  - 나고야 포병 보충대
  - 나고야 공병 보충대
  - 나고야 치중병 보충대
  - 나고야 통신 보충대
- 아사히카와 사관구
  - 아사히카와 보병 제1보충대
  - 아사히카와 보병 제2보충대
  - 아사히카와 보병 제3보충대
  - 아사히카와 포병 보충대
  - 아사히카와 공병 보충대
  - 아사히카와 치충병 보충대
  - 아사히카와 통신 보충대
- 나가노 사관구
  - 나가노 보병 제1보충대
  - 나가노 보병 제2보충대
  - 나가노 보병 제3보충대
  - 나가노 포병 보충대
  - 나가노 공병 보충대
  - 나가노 치중병 보충대
- 우츠노미야 사관구
  - 우츠노미야 보병 제1보충대
  - 우츠노미야 보병 제2보충대
  - 우츠노미야 보병 제3보충대
  - 우츠노미야 포병 보충대
  - 우츠노미야 공병 보충대
  - 우츠노미야 치중병 보충대
- 가나자와 사관구
  - 가나자와 보병 제1보충대
  - 가나자와 보병 제2보충대
  - 가나자와 포병 보충대
  - 가나자와 공병 보충대